# Ballroom e Yōkoso
Ballroom e Yōkoso (ボールルームへようこそ lit. Bienvenido al salón de baile?) es una serie de manga escrita e ilustrada por Tomo Takeuchi, la cual comenzó a publicarse en la revista Gekkan Shōnen Magazine de Kōdansha en diciembre de 2011 y, hasta la fecha, cuenta con un total de doce tomos.

## Argumento
Fujita es un estudiante de secundaria que no sabe qué hacer con su futuro, a pesar de ser continuamente presionado para decidirse. Un día, tras otra charla con su profesor sobre dicho tema, sale del instituto cavilando sobre su futuro. En ese momento, se encuentra en una farola un póster donde buscan empleados para un trabajo de media jornada, haciendo que Fujita se plantee trabajar. Inmediatamente después, antiguos compañeros de clase del chico aparecen, le piden dinero y se burlan de él. Antes de que las cosas vayan a peor, aparece un extraño motorista y le dice a los agresores que no es bueno burlarse y le pide que dejen en paz a Fujita. Cuando se van, el motorista lleva al joven al estudio de danza Ogasawara, todo por un malentendido, ya que el cartel del trabajo que Fujita estaba viendo se encontraba justo al lado de la publicidad del estudio de danza. A partir de ahí, Fujita empieza a bailar.

## Personajes
Tatara Fujita (富士田多々良 Fujita Tatara?)
Voz por: Shimba Tsuchiya
Kiyoharu Hyōdō (兵藤清春 Hyōdō Kiyoharu?)
Voz por: Nobuhiko Okamoto
Shizuku Hanaoka (花岡雫 Hanaoka Shizuku?)
Voz por: Ayane Sakura
Kaname Sengoku (仙谷要 Sengoku Kaname?)
Voz por: Toshiyuki Morikawa
Gaju Akagi (赤城賀寿 Akagi Gaju?)
Voz por: Kentarō Tomita
Mako Akagi (赤城真子 Akagi Mako?)
Voz por: Sumire Morohoshi
Tamaki Tsuburaya (円谷環 Tsuburaya Tamaki?)
Voz por: Mamiko Noto

## Contenido de la obra

### Manga
Tomo Takeuchi comenzó a serializar el manga en la revista Gekkan Shōnen Magazine de Kodansha en diciembre de 2011. La serie fue puesta en hiatus en febrero de 2016 debido a la mala salud del autor, pero regresó un año más tarde, en el número de febrero de 2017.

### Anime
En febrero de 2017, se anunció a través de la revista Monthly Shōnen Magazine que la serie tendría una adaptación al anime. La serie fue dirigida por Yoshimi Itazu, escrita por Kenichi Suemitsu y producida por Production I.G, el diseño de los personajes fue hecho por Takahiro Kishida y la música por Yuki Hayashi.

#### Lista de episodios[7]
| N.º | Título | Estreno                  |
| --- | --- | ------------------------ |
| 1   | «Bienvenido al Estudio de Baile Ogasawara» «Ogasawara Dansu Sutajio e Yōkoso» (小笠原ダンススタジオへようこそ)) | 8 de julio de 2017       |
| 2   | «Kiyoharu Hyoudou» «Hyōdō Kiyoharu» (兵藤清春)                                                                  | 16 de julio de 2017      |
| 3   | «Baila el Vals» «Warutsu o odore» (ワルツを踊れ)                                                                | 23 de julio de 2017      |
| 4   | «Dancer High» «Dansāzu Hai» (ダンサーズ・ハイ)                                                                  | 30 de julio de 2017      |
| 5   | «Compañero» «Pātonā» (パートナー)                                                                               | 5 de agosto de 2017      |
| 6   | «Rain obu Dansu» (ライン・オブ・ダンス)                                                                         | 12 de agosto de 2017     |
| 7   | «Copa Tenpei» «Tenbinhai» (天平杯)                                                                              | 20 de agosto de 2017     |
| 8   | «Realidad» «Genjitsu» (現実)                                                                                    | 26 de agosto de 2017     |
| 9   | «Flor y Marco» «Hana to gakubuchi» (花と額縁)                                                                   | 2 de septiembre de 2017  |
| 10  | «Voltaje» «Borutēji» (ボルテージ)                                                                               | 9 de septiembre de 2017  |
| 11  | «Voltaje» «Hyōka» (評価)                                                                                        | 16 de septiembre de 2017 |
| 12  | «Reunión» «Deai» (出会い)                                                                                       | 23 de septiembre de 2017 |
| 13  | «Casamentero» «Omiai» (お見合い)                                                                                | 30 de septiembre de 2017 |
| 14  | | 7 de octubre de 2017     |
| 15  | «Tomando las riendas»                                                                                           | 14 de octubre de 2017    |
| 16  | | 21 de octubre de 2017    |
| 17  | «Intérprete» | 28 de octubre de 2017    |
| 18  | «Competidor No. 13»                                                                                             | 4 de noviembre de 2017   |
| 19  | «Rival» | 11 de noviembre de 2017  |
| 20  | «Amigas» | 18 de noviembre de 2017  |
| 21  | «Puerta» | 25 de noviembre de 2017  |
| 22  | «Líder-Pareja»                                                                                                  | 2 de diciembre de 2017   |
| 23  | «Historia y Evolución»                                                                                          | 9 de diciembre de 2017   |
| 24  | «Ballroom e Youkoso»                                                                                            | 16 de diciembre de 2017  |

#### Banda sonora[8]
- Openings:
  - 10% roll, 10% romance por UNISON SQUARE GARDEN (eps 1-11).
  - Invisible Sensation por UNISON SQUARE GARDEN (eps 12-24).
- Endings:
  - Maybe the next waltz por Mikako Komatsu (eps 1-11).
  - Swing heart direction por Mikako Komatsu (eps 12-24).

## Recepción
Estuvo nominado para el sexto Manga Taisho. En 2013 fue el puesto nueve en el Kono Manga ga Sugoi! según las votaciones de los lectores masculinos. En los quince mangas que las librerías japonesas recomendaron en 2013 (Zenkoku Shotenin ga Eranda Osusume Comic 2013), se colocó en el séptimo puesto(curiosamente el puesto que ocupó Tatara en la copa Tenpei); y en la semana del 14 al 20 de abril del mismo año, el cuarto tomo vendió 53.892 unidades.